# Мартинес, Карен
Ка́рен Сеси́лия Марти́нес Инсигна́рес (порт. Karen Cecilia Martínez Insignares; род. 14 августа 1979, Картахена, Колумбия) — колумбийская актриса и фотомодель.

## Биография
Карен Сесилия Мартинес Инсигнарес родилась 14 августа 1979 года в Картахене (Колумбия).
Карен дебютировала в кино в 1992 году, сыграв роль Марселиты в телесериале «Оки-Доки». Всего Мартинес сыграла в 7-ми фильмах и телесериалах. Она также является фотомоделью.

### Личная жизнь
С 6 августа 2004 года Карен замужем за музыкантом Хуанесом (род.1972), с которым она встречалась 2 года до их свадьбы и не жила с ним вместе в мае-сентябре 2007 года. У супругов есть трое детей: две дочери и сын — Луна Аристизабаль Мартинес (род.06.09.2003), Палома Аристизабаль Мартинес (род.02.06.2005) и Данте Аристизабаль Мартинес (род.12.09.2009).